# زبان لئونی

زبان لئونی (رنگ سبز) و تغییرات آن به مناطق جدید پادشاهی لئون بین سال‌های هزار تا ۱۹۰۰ میلادی

زبان لئونی زبانی است که در استان‌های لئون و سامرا در شمال غرب اسپانیا و شهرهای ریونور و گادرامیل در پرتغال بدان تکلم می‌شود. بین ۲۵ هزار تا ۵۰ هزار نفر به این زبان صحبت می‌کنند. زبان لئونی از زبان‌های آستور-لئونی زیرشاخه زبان‌های ایبری غربی زیررده زبان‌های ایبری-رومی، زیرگروه زبان‌های گالی-ایبری، زیرگروه زبان‌های ایتالو غربی زیرگروه زبان‌های رومی‌تبار، زیرگروه زبان‌های ایتالیک و خود از شاخه زبان‌های هندواروپایی می‌باشد.